# 行星边际2
《行星边际2》是黎明游戏公司（原索尼線上娛樂）於2012年11月20日發行的一款大型多人連線第一人稱射擊遊戲，為2003年遊戲《星际OL》的後續。这个续作使用了全新的引擎Forgelight Engine，支持过百人在线游戏。且在2015年創下金氏世界紀錄「最大規模線上第一人稱射擊戰鬥遊戲」約有1158名玩家在同張地圖對戰。2022年又突破了一次紀錄，約有1530名玩家在同張地圖對戰。

## 游戏介绍

### 兵种
- 渗透者:能使用狙击枪、冲锋枪、斥候步枪，并可以携带反步兵地雷和侦测装置。还可以轉化敵方的终端、砲台為己方所用，“按F开启技能暂时隐身，按E占据敌方终端或炮塔”。
- 战斗医疗兵：使用强大的突击步枪。医疗枪可以复活（鼠标右键）、治愈战友（鼠标左键）。按F啟動技能可以治愈自己周边的队友，而且还可以携带复活手雷，复活范围内死亡队友。
- 轻型突击兵：使用卡宾枪、冲锋枪、霰弹枪。装备了飞行背包，可以到达其他兵种不能到达的地方，可以使用C4炸药和小型榴弹发射器。動作靈活的兵种。
- 重型突击兵：装备了厚重的装甲、火力强劲的轻机枪以及反裝甲用的肩射武器。按F可以啟動暫時性護盾吸收部分傷害。
- 工程兵：装备的纳能修复装置，可以修复己方的装甲单位。纳能装甲包可以快速地展开火力强劲的反载具、反步兵炮台以及为队友提供补给的弹药包。工程兵还可以携带反步兵地雷、反载具地雷以及C4炸药等工具。
- MAX：MAX外机械骨骼装甲可以抵御难以置信的巨额伤害，他们的武器库中武器种类繁多，有可以对付一切单位的重型武器，可以根据战况更换装备在左右手的武器，是名副其实的杀人机器。

## 框架设定

### 阵营
- 新联邦
- 地球共和国
- 瓦努主权国

## 重要更新
- ESCALATION UPDATE（2020.3.11）：增加载具：航母。
- COLOSSUS UPDATE（2020.6.17）：增加载具：巨像坦克。
- THE SHATTERED WARPGATE UPDATE（2020.10.2）：重制地图伊莎米尔、更新天气系统和任务系统。

## 宣传
- 2012年中国足球超级联赛上海申花球衣胸前广告。（第17-30轮）
- 2013年中国足球超级联赛上海申花球衣胸前广告。